# Manoir de l'Aunay-Gontard
Le manoir de l'Aunay-Gontard est un manoir situé à Neuvy-en-Mauges, en France.

## Localisation
Le manoir est situé dans le département français de Maine-et-Loire, sur la commune de Neuvy-en-Mauges.

## Historique
L'édifice est inscrit au titre des monuments historiques en 1972.